# Tommaso Vailatti
Tommaso Vailatti (Venaria Reale, 2 gennaio 1986) è un ex calciatore italiano, di ruolo centrocampista.

## Carriera
Nato a Venaria Reale, in provincia di Torino, il 2 gennaio del 1986 da una famiglia Piemontese, già all'età di 6 anni entra nel settore giovanile del Torino, squadra nella quale ha percorso tutta la trafila sino alla prima squadra. Il suo esordio tra i professionisti, all'età di 18 anni, avviene il venerdì 19 novembre 2004, per l'andata degli ottavi di finale di Coppa Italia contro la Sampdoria. Ezio Rossi dimostra fiducia al giovane regista, facendolo esordire anche in Serie B, il 28 novembre 2004 in Torino-Modena (0-3); complessivamente nella stagione 2004-2005 totalizza 10 presenze.
Nell'agosto 2005 arriva l'esclusione dal massimo campionato del Torino di patron Cimminelli ma, per senso di appartenenza, Vailatti e Fontana preferiscono restare in maglia granata accettando la scommessa della Società Civile Campo Torino (il Toro dei Lodisti).  È poi confermato in rosa anche con la nuova dirigenza di Cairo. Veste così anche nella stagione 2005-2006 la maglia granata collezionando 23 presenze e 1 rete (contro la Cremonese) e festeggiando la seconda promozione consecutiva in Serie A dopo i play-off, stavolta vinti contro il Mantova. In tale stagione vince anche il concorso nazionale Cercasi Calciatore Disperatamente per il miglior giovane calciatore d'Italia.
Nell'agosto del 2006 il Torino lo manda a fare esperienza, in prestito, al Vicenza, dove disputa 20 partite. Alla fine del prestito torna fra i granata. L'idea della dirigenza è ancora di trovare una squadra per fargli fare le ossa, ma Novellino, il nuovo allenatore lo tiene in rosa per il campionato 2007-2008. Ricky lo ripaga subito, iniziando la stagione a Roma contro la Lazio segnando nella sua gara di esordio in Serie A. Tuttavia a causa di un infortunio perde il posto in squadra e nella sessione invernale del calciomercato 2008 passa al Livorno in prestito insieme al suo compagno di squadra a Torino Matteo Melara, disputa 14 partite prima di tornare al Torino.
Per la stagione 2008-2009 torna al Torino, che ha conquistato la permanenza in Serie A proprio nella partita contro il Livorno. Ma la stagione dei granata si rivela molto difficile, il Torino rimane tutto l'anno immischiato nella lotta per non retrocedere. In una simile situazione, gli spazi per il centrocampista si fanno inesistenti, salvo in caso di urgenza, e come "jolly", in ruoli non suoi.
Per la stagione 2009-2010, Vailatti viene confermato nella rosa granata, il cui obiettivo è l'immediato ritorno in Serie A.
Il 9 settembre 2010 da svincolato firma un contratto annuale con opzione per il secondo con la Ternana.
Nell'autunno 2011 si trasferisce alla Valenzana dove conclude la stagione con 11 presenze e 1 rete per via di un infortunio.
Il 22 novembre 2012 viene messo sotto contratto dal Treviso, debuttando la domenica seguente nella partita contro la Tritium. Dopo 7 presenze in campionato rimane svincolato in seguito alla retrocessione in Seconda Divisione. Nella prima parte della stagione 2015-2016 ha vestito la maglia  dell'Asti, per poi passare al Lucento Calcio, impegnato nel campionato regionale di Promozione.
L'anno successivo viene ingaggiato dalla Santostefanese, sempre nel campionato di Promozione. Nel mercato invernale lascia la squadra cuneese per approdare al Moretta, con la quale vince il Campionato di Promozione 2017-18 approdando in Eccellenza.

## Statistiche

### Presenze e reti con i club
| Stagione        | Squadra         | Campionato      | Campionato | Campionato | Coppe nazionali | Coppe nazionali | Coppe nazionali | Coppe continentali | Coppe continentali | Coppe continentali | Totale | Totale |
| Stagione        | Squadra         | Comp            | Pres       | Reti       | Comp            | Pres            | Reti            | Comp               | Pres               | Reti               | Pres   | Reti   |
| --------------- | --------------- | --------------- | ---------- | ---------- | --------------- | --------------- | --------------- | ------------------ | ------------------ | ------------------ | ------ | ------ |
| 2004-2005       | Torino          | B               | 10         | 0          | CI              | 2               | 0               | -                  | -                  |                    | 12     | 0      |
| 2005-2006       | Torino          | B               | 13         | 1          | -               | -               | -               | -                  | -                  |                    | 13     | 1      |
| 2006-2007       | Vicenza         | B               | 20         | 0          | -               | -               | -               | -                  | -                  |                    | 20     | 0      |
| 2007-gen. 2008  | Torino          | A               | 7          | 1          | CI              | 2               | 0               | -                  | -                  |                    | 9      | 1      |
| gen.-giu. 2008  | Livorno         | A               | 4          | 0          | -               | -               | -               | -                  | -                  |                    | 4      | 0      |
| 2008-2009       | Torino          | A               | 5          | 1          | CI              | 2               | 0               | -                  | -                  |                    | 7      | 1      |
| 2009-2010       | Torino          | B               | 2          | 0          | -               | -               | -               | -                  | -                  |                    | 2      | 0      |
| Totale Torino   | Totale Torino   | Totale Torino   | 37         | 3          |                 | 6               | 0               |                    | -                  | -                  | 43     | 3      |
| 2010-2011       | Ternana         | LP1             | 7          | 0          | -               | -               | -               | -                  | -                  |                    | 7      | 0      |
| 2011-2012       | Valenzana       | LP2             | 11         | 1          | -               | -               | -               | -                  | -                  |                    | 11     | 1      |
| nov. 2012-2013  | Treviso         | LP1             | 7          | 0          | -               | -               | -               | -                  | -                  |                    | 7      | 0      |
| 2013-2014       | Chieri          | D               | ?          | ?          | -               | -               | -               | -                  | -                  |                    | ?      | ?      |
| 2014-2015       | Pavarolo        | Promozione      | ?          | ?          | -               | -               | -               | -                  | -                  |                    | ?      | ?      |
| set.-dic. 2015  | Asti            | Promozione      | ?          | ?          | -               | -               | -               | -                  | -                  |                    | ?      | ?      |
| gen.-giu. 2016  | Lucento         | Promozione      | ?          | ?          | -               | -               | -               | -                  | -                  |                    | ?      | ?      |
| 2016-           | Lucento         | Promozione      | ?          | ?          | -               | -               | -               | -                  | -                  |                    | ?      | ?      |
| Set.-dic.2016   | Santostefanese  | Promozione      | ?          | ?          | -               | -               | -               | -                  | -                  |                    | ?      | ?      |
| Totale carriera | Totale carriera | Totale carriera | 86         | 3          |                 | 6               | 0               |                    | -                  | -                  | 92     | 3      |